# 成願寺 (君津市)
成願寺（じょうがんじ）は、千葉県君津市にある真言宗智山派の寺院。山号は息災山。院号は東光院。本尊は不動明王。上総八十八箇所霊場第1番札所となっており、境内には枝垂桜がある。

## 歴史
寺伝によれば、1126年（大治元年）源暹により創建されたと伝えられる。江戸時代には江戸幕府から朱印状が与えられ、真言宗の常法談林所であった。なお、鹿野山神野寺は当初成願寺の末寺であったが、1843年（弘化2年）に離末（独立）している。